# Вахід Талеблу
Вахід Талеблу (перс. وحيد طالب‌لو, нар. 26 травня 1982, Тегеран) — іранський футболіст, воротар клубу «Фулад».
Виступав, зокрема, за клуб «Естеглал», а також національну збірну Ірану.

## Клубна кар'єра
Народився 26 травня 1982 року в місті Тегеран. Вихованець футбольної школи клубу «Естеґлал». Дорослу футбольну кар'єру розпочав 2002 року в основній команді того ж клубу, в якій провів дев'ять сезонів, взявши участь у 150 матчах чемпіонату. 
Згодом з 2011 по 2016 рік грав у складі команд клубів «Шахін», «Рах Ахан» та «Естеглал».
До складу клубу «Фулад» приєднався 2016 року. Станом на 18 серпня 2017 відіграв за команду з Ахваза 14 матчів в національному чемпіонаті.

## Виступи за збірну
У 2006 році дебютував в офіційних матчах у складі національної збірної Ірану.
У складі збірної був учасником чемпіонату світу 2006 року у Німеччині, а також кубка Азії з футболу 2007 року.

## Титули і досягнення
- Переможець Чемпіонату Західної Азії: 2008